# Caryophylloseptoria
Caryophylloseptoria Verkley, Quaedvl. & Crous – rodzaj grzybów z rodziny Mycosphaerellaceae.

## Systematyka i nazewnictwo
Pozycja w klasyfikacji według Index FungorumMycosphaerellaceae, Mycosphaerellales, Dothideomycetidae, Dothideomycetes, Pezizomycotina, Ascomycota, Fungi.
Gatunki
- Caryophylloseptoria lychnidis (Desm.) Verkley, Quaedvl. & Crous 2013
- Caryophylloseptoria pseudolychnidis Quaedvl., H.D. Shin, Verkley & Crous 2013
- Caryophylloseptoria silenes (Westend.) Verkley, Quaedvl. & Crous 2013
- Caryophylloseptoria spergulae (Westend.) Verkley, Quaedvl. & Crous 2013

Wykaz gatunków i nazwy naukowe według Index Fungorum.